# Traiguén
Traiguén är en ort i Chile.   Den ligger i provinsen Provincia de Malleco och regionen Región de la Araucanía, i den södra delen av landet, 600 km söder om huvudstaden Santiago de Chile. Traiguén ligger 180 meter över havet och antalet invånare är 14 481.
Terrängen runt Traiguén är platt åt nordost, men åt sydväst är den kuperad. Traiguén ligger nere i en dal. Det finns inga andra samhällen i närheten.
Trakten runt Traiguén består till största delen av jordbruksmark. Runt Traiguén är det glesbefolkat, med 20 invånare per kvadratkilometer.